# Tűzoltótorony (Szatmárnémeti)
A tűzoltótorony (románul: Turnul Pompierilor) tűztorony Szatmárnémetiben. A régi Pannónia szálló (ma Dacia hotel) mögötti téren áll. A kerek torony 45 méter magas, és a város egyik szimbólumának számít.
A 19. században jelentős részben faépületekből épült városban a tűzfigyelést eleinte templomtornyokból, majd a városháza tornyából végezték. Utóbbi lebontása után Meszlényi Gyula püspök építtette fel Dittler Ferenc tervei alapján a tűzoltótornyot a püspökség megalapításának centenáriuma alkalmából. A telefon elterjedésével elvesztette funkcióját; a kommunizmus alatt a belügyminisztérium használta, majd a forradalom után ismét üresen maradt. 2005-ben felújították, azóta látogatható.
A romániai műemlékek jegyzékében a SM-II-m-A-05233 sorszámon szerepel.

## Történelem

### A tűztorony
A 19. században Szatmárnémeti épületeinek harmada fából épült, jellemzően zsindely- vagy szalmatetővel, ami kulcsfontosságúvá tette a tűzvédelmet. A céhek kötelezettségei közé tartozott a tűzoltó eszközökről való gondoskodás és a tűzoltásban való részvétel, de a városi polgárok önkéntes tűzoltó egyletet is alapítottak.
A tűzoltók a megfigyelést először templomtornyokban, majd városháza tornyában (a Pannónia szálló helyén) végezték, utóbbi 1900-ban történt lebontása után pedig a székesegyház tornyából. A tűzoltótornyot Meszlényi Gyula püspök építtette Dittler Ferenc tervei alapján Vajnai Lajos építőmesterrel, 20 000 aranykorona költséggel 1903 és 1904 között, és ajándékozta a város közönségének a püspökség megalapításának centenáriuma alkalmából. A tűzvédelmi célokat szolgáló épület felső szintjén körbefutó erkélyről a Szatmári-síkságon épült város teljes egészében belátható volt. Ünnepélyes felavatására szeptember 25-én került sor, többek között tűzoltó bemutatóval és a város történetének első utcabáljával.
A tűzoltóság a torony közelében építtette fel laktanyáját 1906-ban.

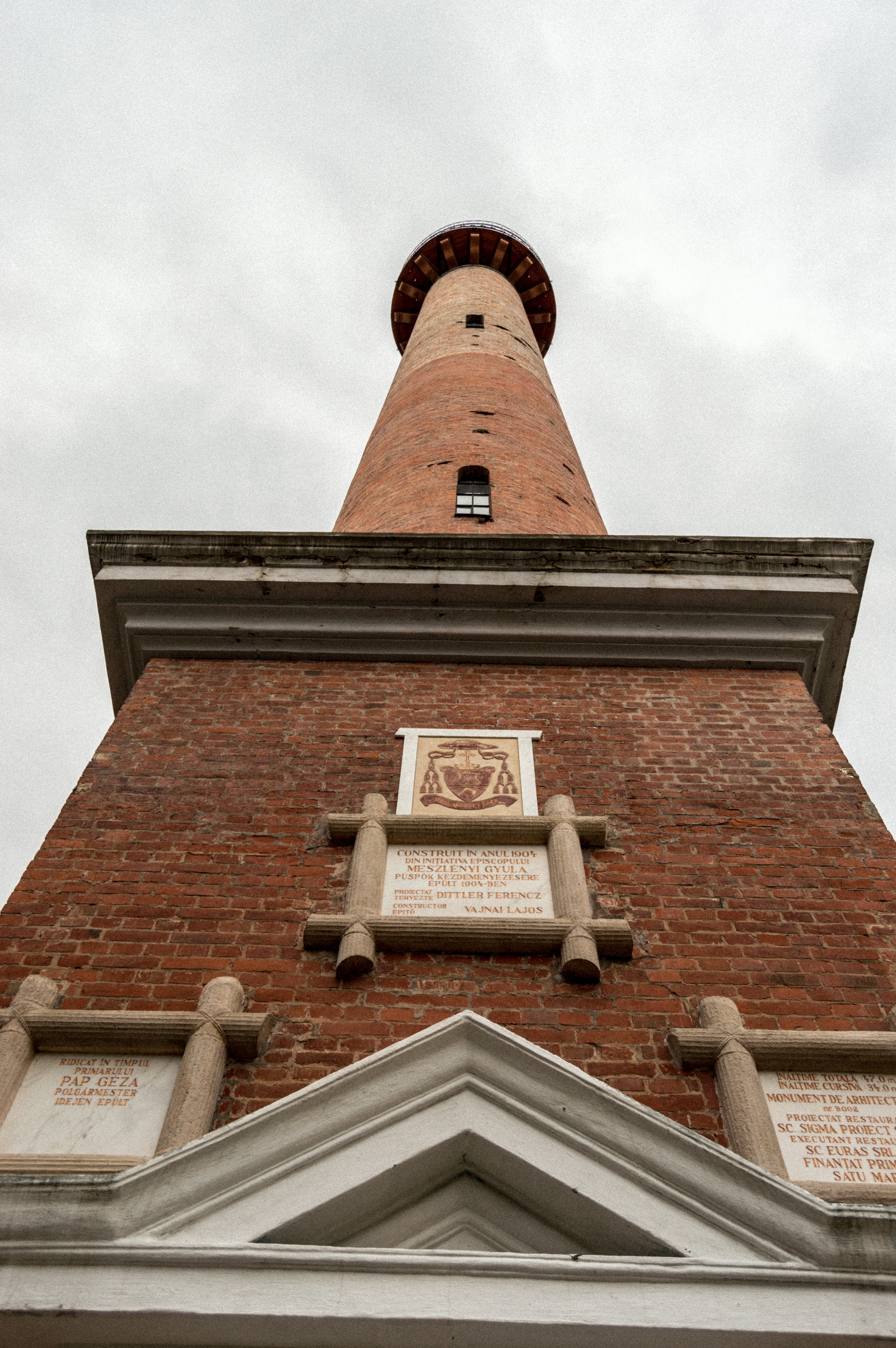
A torony a bejárattól nézve

### Funkció nélkül
A technika fejlődésével, a telefon megjelenésével a torony a két világháború között elveszítette funkcióját, és az 1960-as évek végéig nem is hasznosították. Ekkor a belügyminisztérium antennákat helyezett el a tetején. Az 1989-es romániai forradalom után ismét funkció nélkül maradt, állapota ekkorra már leromlott.

### Felújítás látványosságként
2005-ben mintegy 250 000 lejes költséggel felújították, és megnyílt a látogatók előtt. A felújítás során a második világháborús lövésnyomokat szándékosan megőrizték, az eredetileg az oldalán elhelyezett táblákat azonban csak részleges felirattal pótolták. A műszaki átadásra 2009-ben került sor.
2009-ben a Szent Egyed közösség kezdeményezésére, a polgármesteri hivatal támogatásával a város csatlakozott a Városok az életért – városok a halálbüntetés ellen nevű nemzetközi kezdeményezéshez, melynek jeléül a Tűzoltótornyot november 30-án zöld színnel világították ki.

## Épület

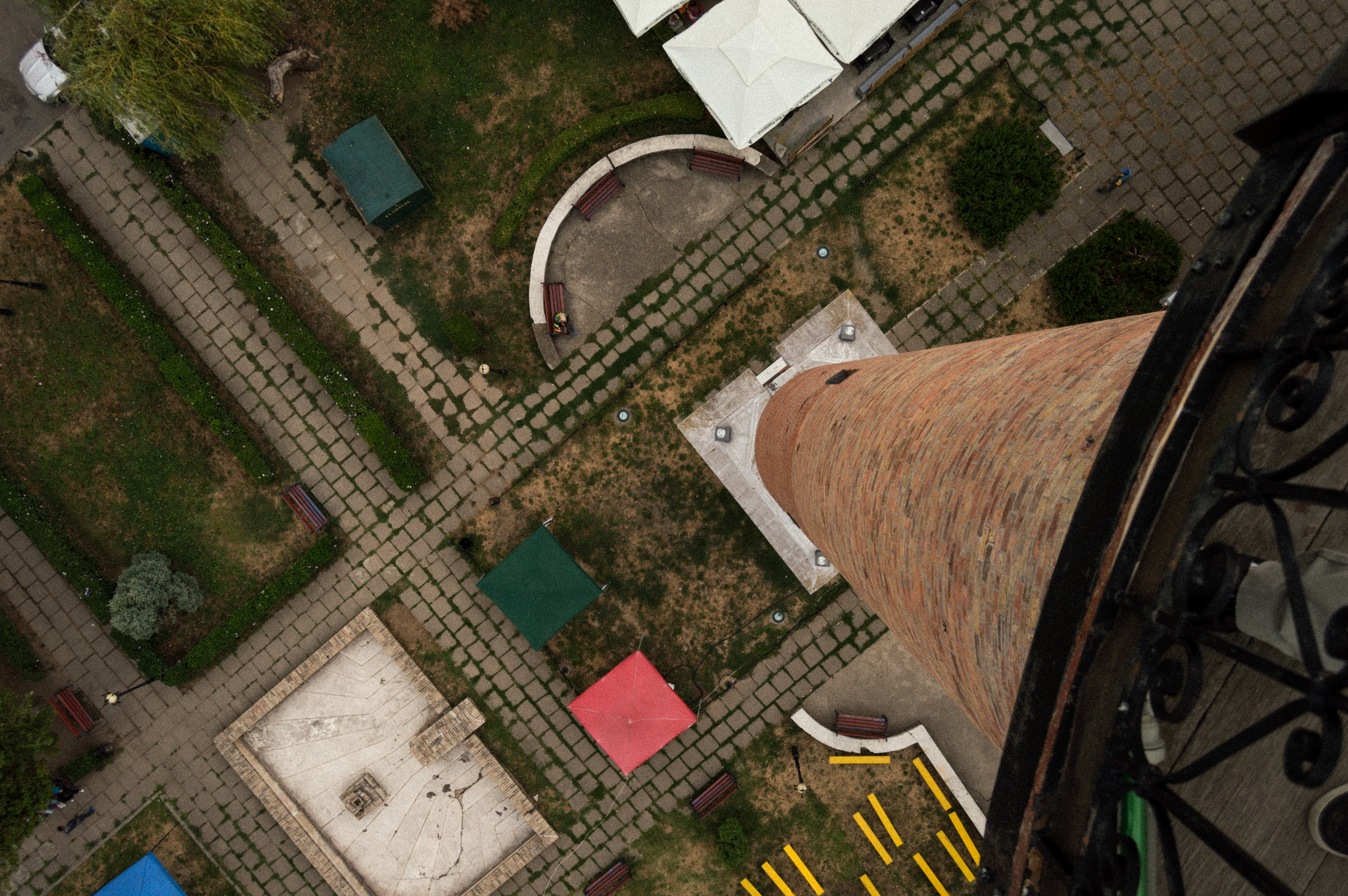
Letekintés a toronyból

A téglából készült torony alsó, mintegy 10 méter magas negyede négyszögletes, párkánysorral díszített, a bejárat fölött timpanondíszítéssel. A fal vastagsága itt mintegy 80 centiméter.
A kerek toronyrész tető alatti utolsó szintjén, 33,7 méter magasságban nyitott, vastraverzekre helyezett fagerendákból készült, öntöttvas korláttal védett erkély fut körbe, ahová egy vasból készült csigalépcső vezet fel. A fal vastagsága az erkély alatt 45, fölötte a kupoláig 30 centiméter.
A torony tetejét fából készült, rézzel borított kupola fedi, melynek csúcsán a város régi címere látható.

## Turizmus
A toronyba 175 lépcsőfok megmászásával lehet feljutni. Körerkélyéről csodálatos kilátás fogadja az idelátogatókat, tiszta időben a máramarosi hegyekig is ellátni.
2017-ig a Szatmári Megyei Múzeum üzemeltette, majd a G. M. Zamfirescu Művelődési Központ vette át; májustól szeptemberig, keddtől vasárnapig látogatható. 2008-ban mintegy 6000, 2013-ban közel 2600 látogató kereste fel, a legtöbben augusztusban.